# Maiduguri

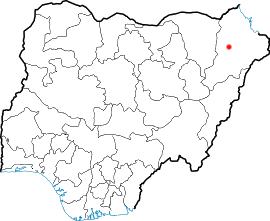
Localização no estado de Borno

Maiduguri é a capital e a maior cidade do estado de Borno, na Nigéria. Localiza-se no nordeste do país. Tem cerca de 1.275.209 habitantes. Foi fundada pelos britânicos em 1907.